# Alliance franco-indienne (Amérique)

Carte montrant, vers 1750, les possessions britanniques (en rouge), de la France (en bleu), et de l'Espagne (brun) sur les territoires contemporains des États-Unis et du Canada.

Pour l'alliance franco-indienne sur le sous continent indien voir Alliance franco-indienne (Inde).
L'alliance franco-indienne a été une alliance entre des peuples amérindiens et les Français, centrée sur les Grands Lacs et l'Illinois au cours de la guerre de la Conquête (1754-1763).

## Historique
L'alliance impliquait les colons français d'un côté, et les Abénaquis, Outaouais, Menominees, Winnebagos, Mississaugas, Illinois, Sioux, Hurons, Pétuns, et Potawatomis de l'autre. Il a permis aux Français et aux Autochtones de former un havre de paix dans la moyenne vallée de l'Ohio avant que le conflit ouvert entre les puissances européennes n'éclate.
La France avait depuis longtemps une présence en Amérique du Nord, qui a débuté par la création de la Nouvelle-France en 1534. L'acculturation et les conversions ont été promues, notamment à travers les activités des missions jésuites en Amérique du Nord. Par exemple le jeune jésuite Isaac Jogues débarque au Canada avec d'autres missionnaires en 1636 et tente de se fixer chez les Autochtones vivant sur les bords du lac Huron. Il évangélise les Saulteaux puis les Hurons, mais en 1642, il est capturé et torturé par les Iroquois. Selon l'historien du XIXe siècle Francis Parkman :

« La civilisation espagnole a écrasé les Indiens ; la civilisation anglaise les a méprisés et négligés ; la civilisation française les a enlacés et chéris. - Francis Parkman. »

Charles de Menou d'Aulnay, tenace, généreux, méthodique poursuit l'œuvre d'Isaac de Razilly et de Samuel de Champlain. Il établit des dizaines de familles d'agriculteurs et de pêcheurs, bâtit des forts, des chaloupes, un séminaire. À travers toutes les épreuves, les attaques ou les maladies « on se marie, on bâtit, le pays se multiplie, les terres se défrichent et tout le monde pense à s'établir. » Jean Nicolet reconnaît les rives du lac Michigan et s'allie aux Autochtones rencontrés.
Les colons français se sont dirigés vers le sud de la Louisiane, en se déplaçant le long des vallées de l'Ohio et du Mississippi. La France s'est alliée à un grand nombre de nations en Amérique du Nord, avec l'intention de vaincre les Britanniques. Selon un observateur :

« Toutes les nations indiennes ont été convoquées et invitées à se rejoindre pour aider les Français à repousser les Britanniques qui venaient de les chasser des terres qu'ils possédaient. »

Les troupes françaises et amérindiennes se sont combinées dans des offensives contre les Britanniques. En juillet 1757, Montcalm réunit un groupe de 6 000 soldats français et 2 000 Autochtones à la bataille de Fort William Henry.
En 1759, la Grande-Bretagne a eu une série de succès, notamment avec la bataille de Fort Niagara, les Français n'étaient pas en mesure d'approvisionner et d'assister ses alliés autochtones, si bien que l'alliance franco-indienne commença à s'effritter. Dans le même temps, les Britanniques firent des promesses de soutien et de protection des Autochtone. Finalement, Québec fut pris en septembre lors de la bataille des plaines d'Abraham.
Longtemps après la disparition de la Nouvelle-France en 1763, les communautés franco-amérindiennes maintiennent la pratique de la foi catholique, parlent français et utilisent des noms français. Du Saint-Laurent au Mississippi, des  communautés françaises cosmopolites accueillent des Autochtones et les Noirs.
Pendant la guerre d'indépendance des États-Unis et le début de l'alliance franco-américaine, les Français seront encore mélangés avec les troupes autochtones, comme lors la bataille de Kiekonga en 1780, sous le commandement d'Augustin de La Balme.

## Galerie

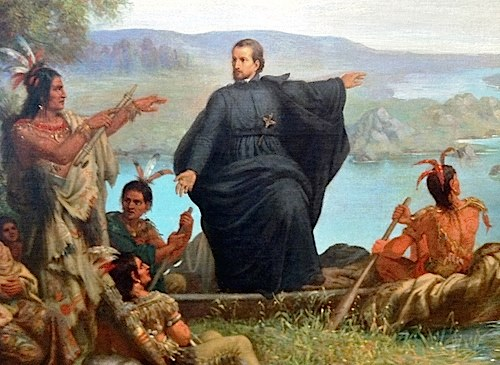
Le père Jacques Marquette prêchant au milieu d'Amérindiens dans les années 1670.
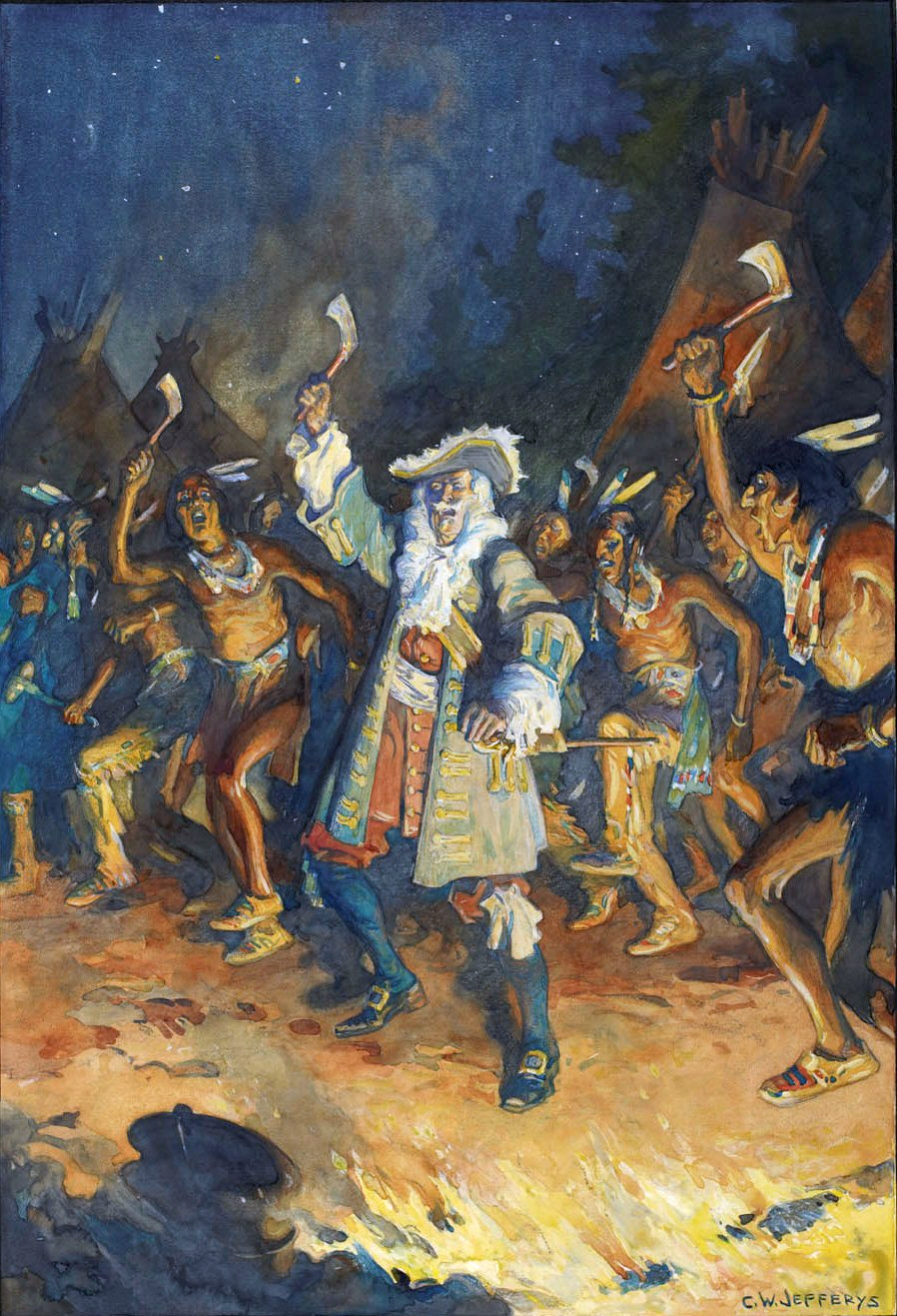
Le gouverneur Frontenac dansant la guerre avec les Autochtones en 1690.
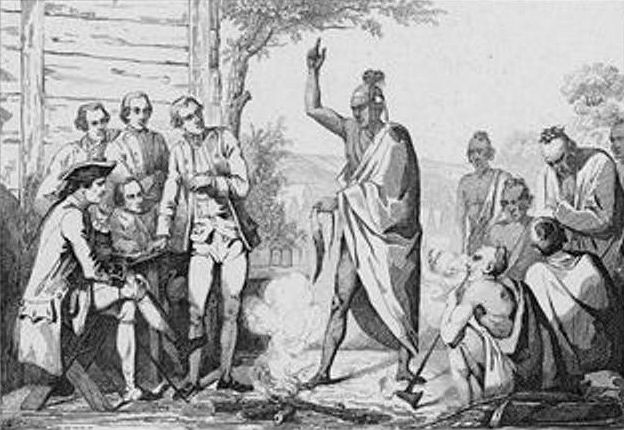
Conférence entre les Français et les chefs autochtones autour d’une cérémonie traditionnelle vers 1750.
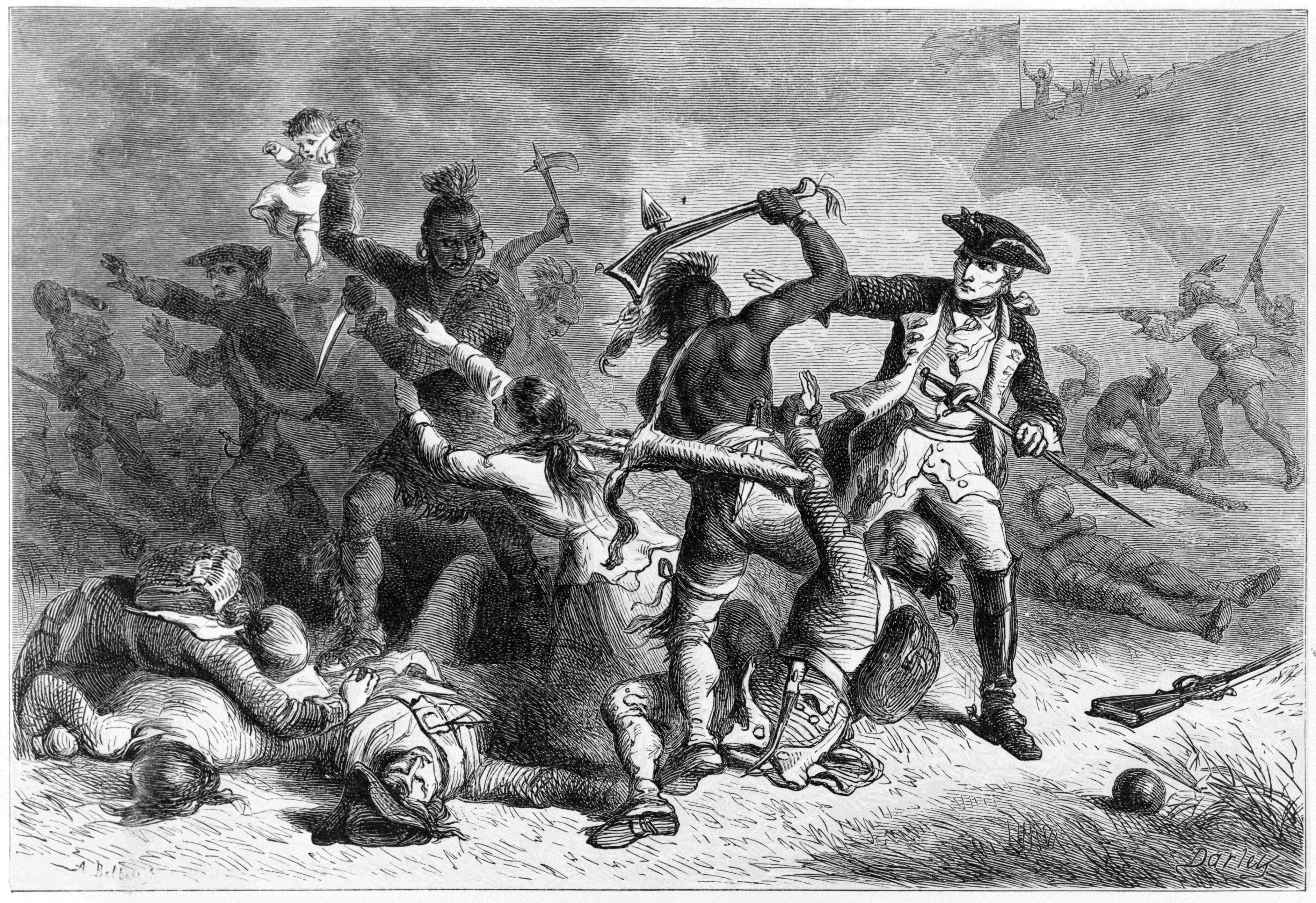
Montcalm essayant d'arrêter le massacre des soldats et civils britanniques par les Autochtones au Fort William Henry.